# Lepanthes droseroides
Lepanthes droseroides är en orkidéart som beskrevs av Carlyle August Luer. Lepanthes droseroides ingår i släktet Lepanthes och familjen orkidéer. Inga underarter finns listade i Catalogue of Life.